# Вуелта а Каталуња
Вуелта а Каталуња (шп. Vuelta a Cataluña), је друмска етапна бициклистичка трка која се одржава сваке године у Каталонији, Шпанија.
Једна је од три ворлд тур етапне трке у Шпанији, заједно са Вуелта а Еспањом и Вуелта ал Паис Баско трком. Датум одржавања се мијењао неколико пута, вожена је у септембру, мају и јуну, а од 2010, одржава се крајем марта, у склопу UCI ворлд тура.
Трка обично има седам етапа, које се возе у аутономној покрајини Каталонији, на сјевероистоку Шпаније у садржи неколико брдских етапа у Пиринејима. Трка се традиционално завршава са етапом у Барселони, гдје се вози више кругова преко познатог успона и парка Монжуик.
Први пут је одржана 1911 и четврта је најстарија етапна бициклистичка трка на свијету, која још постоји. Старије трке су једино Тур де Франс (1903), Тур оф Белгијум (1908) и Ђиро д’Италија (1909). Друга је бициклистичка трка која је организована на Иберијском полуострву, након аматерске и трке за возаче до 23 године — Вуелта а Тарагоне, која је први пут организована 1908. Рекордер по броју побједа је Маријано Кањардо, који је трку освојио седам пута.

## Историја

### Почетне године
Вуелта а Каталуња је основана 1911 од стране бициклистичког новинара Мигела Артемана, уредника спортског листа из Барселоне — Ел мундо депортиво. Артеман се удружио са предсједником шпанске бициклистичке уније — Наркисом Масферером и оснивачем и власником Ел мундо депортива — Хаиме Грауом.
Прва трка је одржана од 6. до 8. јануара. Пријавило се 43 бициклиста, док је стартовало 34. Прва етапа вожена је од Барселоне до Тарагоне у дистанци од 97 km; друга је вожена од Тарагоне до Лиједе у дужини од 111 km, док је последња вожена од Лиједе до Барселоне у дужини од 157 km. Укупна дужина трке износила је 363 km, а завршило је 22 возача. Каталонац Себастијан Масдеу побиједио је на првој и трећој етапи и освојио је прво издање трке. Просјечна брзина била је 23 km/h.
Клуб Депортиво Барселона, којим је пресједавао Мигел Артеман, преузео је организацију трке 1912 и 1913. И даље су вожене три етапе, које су привлачиле велики број навијача. Локални каталонски возачи, Хозеп Магдалена и Хуан Марти, освојили су наредна два издања. Након издања 1913, трка је прекинута због Првог свјетског рата, док је поново покренута 1920, али није одржавана 1921. и 1922 због хаотичног првог послијератног издања.

### Повратак трке и Шпански грађански рат
Трка је поново организована 1923; организацију је преузела асоцијација Унион депортиво де Сантс, која такође подржава фудбалске клубове из Барселоне. Временом је порасла на једнонедељну трку и стекла је велики престиж, привлачећи више страних возача, посебно из Италије и Француске. Домаћи возач, Маријано Кањардо остварио је рекордних седам побједа током 1920-их и 1930-их.
Током Шпанског грађанског рата, трка није одржавана 1937. и 1938. године, што је утицало на Кањарда да оствари још побједа. Након завршетка рата у Шпанији, почео је Други свјетски рат, али су се трке у Каталонији одржавале. Упркос недостатку страних возача, трка је била на врхунцу популарности и сматрана је симболом спортске културе Каталоније. Године 1945, трка је трајала двије недеље, али је од већ од наредне године вратила стари формат од недељу дана.

### Модерно доба
Током година, трку су освајали неки од најбољих бициклиста тог периода: Мигел Поблет освојио је двапут током 1950-их, Жак Анкетил је освојио трку 1967, Еди Меркс 1968, Луис Окања 1971, Феличе Ђимонди 1972, Франческо Мозер 1978, Шон Кели 1984 и 1987, док је Мигел Индураин освојио три пута током 1990-их. Колумбијац Алваро Мехија освојио је трку 1993. и постао први неевропски побједник трке.
Од 1941. до 1994, трка је одржавана у септембру. Када је UCI измијенио међународни бициклистички календар 1995, Вуелта а Еспања је премјештена за септембар, док је Вуелта а Каталуња премјештена за јун. Са новим датумом, трка се завршавала двије недеље прије почетка Тур де Франса и постала је главна припремна трка за возаче који се боре за генерални пласман. Лоран Жалабер је освојио Вуелта а Каталуњу 1995, након чега је завршио Тур де Франс на четвртом мјесту.
Године 1999, 22-годишњи Шпанац Мануел Санрома, погинуо је након пада на другој етапи. Санрома, који је био спринтер, био је фаворит за побједу на етапи, али је на километар до циља у Виланови и Ђелтруу, пао и ударио главом у асфалт. Упркос томе што је имао кацигу, задобио је повреде од којих је подлегао у болници. Следећег дана, возачи су одлучили да неутрализују етапу до Барселоне.

### Ворлд тур трка
Године 2005, Вуелта а Каталуња је укључена у тек основани UCI про тур и датум одржавања је помјерен за мај,како би се избегло поклапање са Тур де Свис трком. Трку 2005. освојио је Јарослав Попович, али се нови датум није показао успјешним јер се преклапао са Ђиро д’Италијом.
Године 2010, датум одржавања је помјерен за крај марта, датум који је раније заузимала друга етапна трка у Каталонији — Сетмана Каталана де чиклисиме. Возач из Каталоније, Хоаким Родригез, освојио је трку два пута након помјерања датума. Алберто Контадор, је освојио трку 2011, али му је побједа касније одузета, након позитивног допинг теста на Тур де Франсу 2010. и додијељена је другопласираном у генералном пласману — Микелеу Скарпонију. Шпанац, Алехандро Валверде освојио је трку 2009, 2017. и 2018, поставши тако први возач од Мигела Индураина који је трку освојио три пута. Године 2020, трка није одржана због пандемије ковида 19. Године 2021, Адам Јејтс је освојио трку, док су његови сувозачи из тима Инеос Гренадирс — Ричи Порт и Герент Томас, завршили на другом и трећем мјесту; то је био други пут у историји трке, а први пут након 1960, да су на подијуму завршила сва три возача из истог тима. Такође, то је био и први пут да је тим Инеос завршио неку етапну трку са три возача на подијуму.

## Рута
Откад се трка вози крајем марта, старт је обично у једном од одмаралишта Коста Браве, док терен обично одговара спринтерима.
Трка иде у Пиринеје у средишњим етапама, док се возе успони на мањим надморским висинама у односу на издања прије промјене датума одржавања, због тога што су у марту успони на великим надморским висинама углавном прекривени снијегом и ледом. Један од најчешћих успона на трци је Ла Молина, дуг 11.6 km, са просјечним нагибом од 4.8%. Преко ски центра Алп иде се дубље у Пиринеје, до надморске висине од 1694 m, а вријеме је често одлучујући фактор.
Трка се традиционално завршава са етапом у Барселони, која укључује осам кругова преко успона и парка Монжуик.

## Класификације
Лидер генералног пласмана носи носи зелено—бијелу мајицу. Осим генералног пласмана, на трци постоје још четири класификације: класификација по поенима, брдска, класификација за најбољег каталонског возача и тимска класификација. Лидер класификације по поенима носи наранџасто—бијелу мајицу, лидер брдске класификације носи црвено—бијелу мајицу, док лидер класификације за најбољег каталонског возача носи мајицу регионалног бициклистичког тима Каталоније.

## Побједници
Побједници Вуелта а Каталуње:
- 2025:  Примож Роглич
- 2024:  Тадеј Погачар
- 2023:  Примож Роглич
- 2022:  Серхио Игита
- 2021:  Адам Јејтс
- 2020: Није било трке због пандемије вируса корона
- 2019:  Мигел Анхел Лопез
- 2018.  Алехандро Валверде
- 2017.  Алехандро Валверде
- 2016.  Наиро Кинтана
- 2015.  Ричи Порт
- 2014.  Хоаким Родригез
- 2013.  Данијел Мартин
- 2012.  Микеле Албасини
- 2011.  Микеле Скарпони[н 1]
- 2010.  Хоаким Родригез
- 2009.  Алехандро Валверде
- 2008.  Густаво Сезар
- 2007.  Владимир Карпец
- 2006.  Давид Кањада
- 2005.  Јарослав Попович
- 2004.  Мигел Анхел Пердигеро
- 2003.  Хозе Антонио Пекароман
- 2002.  Роберто Ерас
- 2001.  Хосеба Белоки
- 2000.  Хозе Марија Хименез
- 1999.  Мануел Белтран
- 1998.  Ернан Буенаора
- 1997.  Фернандо Ескартин
- 1996.  Алекс Циле
- 1995.  Лоран Жалабер
- 1994.  Клаудио Кјапучи
- 1993.  Алваро Мехија
- 1992.  Мигел Индураин
- 1991.  Мигел Индураин
- 1990.  Лаудерино Кубино
- 1989  . Марино Лехарета
- 1988.  Мигел Индураин
- 1987.  Алваро Пино
- 1986.  Шон Кели
- 1985.  Робер Милар
- 1984.  Шон Кели
- 1983.  Хосеп Речио
- 1982.  Алберто Фернандез
- 1981.  Фаустино Руперез
- 1980.  Марино Лехарета
- 1979.  Висенте Белда
- 1978.  Франческо Мозер
- 1977.  Фреди Мартенс
- 1976.  Енрике Мартинез
- 1975.  Фаусто Бертољо
- 1974.  Бернар Тевене
- 1973.  Доминго Перурена
- 1972.  Феличе Ђимонди
- 1971.  Луис Окања
- 1970.  Франко Битози
- 1969.  Маријано Дијаз
- 1968.  Еди Меркс
- 1967.  Жак Анкетил
- 1966.  Ари ден Хартог
- 1965.  Антонио Гомез дел Морал
- 1964.  Жозеф Карара
- 1963.  Жозеф Новалес
- 1962.  Антонио Кармани
- 1961.  Анри Диез
- 1960.  Мигел Поблет
- 1959.  Салвадор Ботеља
- 1958.  Ричард ван Генехтен
- 1957.  Хесус Лороњо
- 1956.  Анисето Утсет
- 1955.  Хозе Гомез дел Морал
- 1954.  Валтер Серена
- 1953.  Салвадор Ботеља
- 1952.  Мигел Поблет
- 1951.  Примо Волпи
- 1950.  Антонио Гелаберт
- 1949.  Емил Рол
- 1948.  Емилио Родригез
- 1947.  Емилио Родригез
- 1946.  Хулијан Берендеро
- 1945.  Емил Рол
- 1944.  Мигел Касас
- 1943.  Хулијан Берендеро
- 1942.  Федерико Езкера
- 1941.  Антонио Андрес Санчо
- 1940.  Кристоф Дидје
- 1939.  Маријано Кањардо
- 1937—1938. Шпански грађански рат
- 1936.  Маријано Кањардо
- 1935.  Маријано Кањардо
- 1934.  Бернардо Рогора
- 1933.  Алфредо Бовет
- 1932.  Маријано Кањардо
- 1931.  Салвадор Кардона
- 1930.  Маријано Кањардо
- 1929.  Маријано Кањардо
- 1928.  Маријано Кањардо
- 1927.  Виктор Фонтан
- 1926.  Виктор Фонтан
- 1925.  Мигел Мучио
- 1924.  Мигел Мучио
- 1923.  Морис Вил
- 1921—1922. Није било трке
- 1920.  Жозе Пелетје
- 1914—1919. Први свјетски рат
- 1913.  Хуан Марти
- 1912.  Хосеп Магдалена
- 1911.  Себастијан Масдеу

### Вишеструки побједници
| Позиција | Возач                    | Број побједа | Године                                   |
| 1        | Маријано Кањардо (ШПА)   | 7            | 1928, 1929, 1930, 1932, 1935, 1936, 1939 |
| -------- | ------------------------ | ------------ | ---------------------------------------- |
| 2        | Мигел Индураин (ШПА)     | 3            | 1988, 1991, 1992                         |
| 2        | Алехандро Валверде (ШПА) | 3            | 2009, 2017, 2018                         |
| 4        | Мигел Мучио (ШПА)        | 2            | 1924, 1925                               |
| 4        | Виктор Фонтен (ФРА)      | 2            | 1926, 1927                               |
| 4        | Емилио Родригез (ШПА)    | 2            | 1947, 1948                               |
| 4        | Мигел Поблет (ШПА)       | 2            | 1952, 1960                               |
| 4        | Салвадор Ботеља (ШПА)    | 2            | 1953, 1959                               |
| 4        | Марино Лехарета (ШПА)    | 2            | 1980, 1989                               |
| 4        | Шон Кели (ИРС)           | 2            | 1984, 1986                               |
| 4        | Хоаким Родригез (ШПА)    | 2            | 2010, 2014                               |
| 4        | Примож Роглич (СЛО)      | 2            | 2023, 2025                               |

### Побједе по државама
| #  | Држава               | Број побједа |
| -- | -------------------- | ------------ |
| 1. | Шпанија              | 60           |
| 2. | Француска            | 11           |
| 3. | Италија              | 10           |
| 4. | Колумбија            | 5            |
| 5. | Белгија              | 3            |
| 5. | Ирска                | 3            |
| 5. | Словенија            | 3            |
| 7. | Швајцарска           | 2            |
| 7. | Уједињено Краљевство | 2            |
| 8. | Луксембург           | 1            |
| 8. | Аустралија           | 1            |
| 8. | Холандија            | 1            |
| 8. | Русија               | 1            |
| 8. | Украјина             | 1            |

### Највише етапних побједа
| Позиција | Возач                     | Етапне побједе |
| -------- | ------------------------- | -------------- |
| 1        | Мигел Поблет (ШПА)        | 33             |
| 2        | Маријано Кањардо (ШПА)    | 22             |
| 3        | Доминго Перурена (ШПА)    | 14             |
| 4        | Емилио Родригез (ШПА)     | 12             |
| 5        | Марио Чиполини (ИТА)      | 11             |
| 6        | Мигел Гуал (ШПА)          | 10             |
| 7        | Алехандро Валверде (ШПА)  | 9              |
| 8        | Лоран Жалабер (ФРА)       | 8              |
| 8        | Шон Кели (ИРС)            | 8              |
| 8        | Јохан ван дер Велде (ХОЛ) | 8              |
| 8        | Хулијан Берендеро (ШПА)   | 8              |